# Skenea serpuloides
Skenea serpuloides är en snäckart som först beskrevs av Montagu 1808.  Skenea serpuloides ingår i släktet Skenea och familjen Skeneidae. Inga underarter finns listade i Catalogue of Life.